# Нортфилд (Илиноис)
Нортфилд (енгл. Northfield) град је у америчкој савезној држави Илиноис.

## Демографија
По попису из 2010. године број становника је 5.420, што је 31 (0,6%) становника више него 2000. године.
| Група             | 2000.         | 2010.         |
| Белци             | 4.917 (91,2%) | 4.824 (89,0%) |
| Афроамериканци    | 28 (0,5%)     | 28 (0,5%)     |
| Азијати           | 300 (5,6%)    | 368 (6,8%)    |
| Хиспаноамериканци | 90 (1,7%)     | 159 (2,9%)    |
| Укупно            | 5.389         | 5.420         |